# 索诺马-马林地区轨道交通
索诺马-马林地区轨道交通（英語：Sonoma-Marin Area Rail Transit，缩写为"SMART"）是美国加利福尼亚旧金山湾区北湾的通勤铁路系统，主要服务索诺马与马林两县。由于车辆引擎故障与单轨设计等问题，服务延迟至2017年6月开通。
SMART在完成后全长将达到70英里（110），服务北边索诺马县的克罗弗戴尔至南边马林县的拉克斯珀码头。服务预计分两期开放；第一期开放时，列车将运行于圣罗莎与圣拉菲尔之间。